# ستة شخصيات تبحث عن مؤلف
ستة شخصيات تبحث عن مؤلف (بالإيطالية: Sei personaggi in cerca d'autore) هي مسرحية صدرت عام 1921 بقلم الكاتب الإيطالي لويجي بيرانديلو، وتم عرضها أول مرة في ذلك العام. وهي مسرحية ميتاثياترية عبثية حول العلاقة بين الكتاب وشخصياتهم، وممتهني المسرح، عرضت لأول مرة في مسرح فالي في روما لحضور وحظيت استقبال مختلط، مع هتافات من الجمهور مثل "Manicomio!" («مجانين!») و "Incommensurabile!" («متكافئة!»)، في إشارة إلى التطور غير المنطقي للمسرحية. تحسن استقبال النقاد في العروض اللاحقة، وخاصة بعد أن قدم بيرانديللو في الطبعة الثالثة للمسرحية، التي نشرت في عام 1925، مقدمة يوضح فيها هيكلية وأفكار المسرحية.عرضت المسرحية لأول مرة في أمريكا في عام 1922 في برودواي في مسرح الأميرة وعرضت لأكثر من سنة خارج برودواي في مسرح مارتينيك ابتداء من عام 1963.

## الحبكة
تبدأ المسرحية بمشهد تدريبي في مسرح عام،يستعد طاقم التمثيل لممارسة بروفات أحد الأدوار. فجأة، يدخل خمس شخصيات غريبة (بالإضافة إلى مدير التمثيل الذي يستمع له) إلى خشبة المسرح طالبين لقاء مدير الفرقة. هؤلاء هم الأب والأم والابن (22 سنة) وابنة الزوجة (الفتاة الجميلة) والصبي والطفلة الصغيرة. يعلنون أنهم شخصيات أدبية خلقها مؤلفٌ في ذهنه، لكنّه تخلى عنهم قبل إكمال قصتهم. لقد أتوا بحثًا عن كاتب جديد يمنحهم الحياة التي حُرِموا منها. في البداية يظن المخرج والفرقة أن هؤلاء «هاربون مصحة عقلية»، لكن الأب يشرح أن هذه الشخصيات حقيقية بقدر الأحياء الممثِّلين، وربما أكثر حياة، لأن موتهم يستحيل ما دام نصهم يُعرض ويُقرأ.يبدأ الأب وابنة الزوجة بسرد أحداث قصتهم العائلية. يروي الأب أنه انفصل عن الأم قبل سنوات طويلة عندما وقعت في غرام مساعده الصغير، وأنجب منها ثلاثة أطفال (هم ابنة الزوجة والصبي والطُفلة)، ثم توفي هذا الحبيب قبل شهرين من الوقت الحاضر. بالمقابل، تروي الأم أنها لم تُجبر على انتقالها إلى هذا الرجل إلّا لأن زوجها ملّ منها، بينما تتهم ابنة الزوجة الأب بأنه كان يلاحقها من بعيد ويتحرش بها سرًا أثناء نشأتها. تتفق جميع الشخصيات على أن الأمور ازدادت تعقيدًا بعد وفاة عشيق الأم، إذ فقد الأب أثر زوجته وأطفاله الجدد بسبب تنقّل العاشق في وظائف متفاوتة. ثم يحدد الجميع مشهدًا صار في ذهنهم: عندما التقى الأب بابنة الزوجة صدفة في دار الدعارة التي كانت تعمل بها لدعم العائلة، لتتجلى نقطة التحوّل دراميًّا.بعد ذلك، يقرر المخرج استغلال قصة هذه «الشخصيات» بعرضها. يسعى المخرج إلى وضع سيناريو كامل من هذا الموقف قبل تسليمه إلى الممثلين. يشترك الأب وابنة الزوجة في تمثيل المشهد الرئيسي في الدار مع مادموازيل باص (مالكة الدار)، علماً بأن الأم تشاهد بقلق. أثناء التجسيد، تنشب مشاجرة بين الأب وابنة الزوجة حول مدى الحقيقة في تقديم المشهد؛ فيصرّ الأب على أن الممثلين لا يفهمون جوهر قصتهم، في حين تسخر منه ابنة الزوجة لأنه اعترف لها ضميريًّا بأنه كان يعتزم اغتصابها دون أن يعرف هويتها الحقيقية. يحظر المخرج قيام ابنة الزوجة بلفظ خطب جارحة كي يتجنب أعمال شغب الجمهور.وبعد مشهد تدريبي آخر، تتوالى المآسي: تعلن الأم رغبتها في إظهار الحقيقة الكاملة لمخرج المسرح، لكن في لحظة غفلة تنكسر المأساة؛ تختنق الطفلة الصغيرة في نافورة مياه وتموت غرقًا، وينتحر الصبي بإطلاق النار على نفسه. تهرب ابنة الزوجة هاربة من المسرح، ويُختتم المشهد بطوفان من اليأس يجمع الأب والأم والابن الوحيد على خشبة المسرح، وقد تحطمت حدود الواقع والخيال تمامًا. يجلس المخرج والممثلون مذهولين من هذه النهاية، وينتهي العرض دون معرفة واضحة لمن كانت الحقيقة النهائية.

## الشخصيات
- الأب (Il Padre): شخصية مُركزيّة في القصة؛ هو زوج الأم سابقًا، سارد الحكاية الرئيسي، وصاحب الرغبة في استكمال مصائر شخصياته الأدبية. يَظهر كصاحب مواقف متناقضة: في بعض الأحيان يبدو مُراقِبًا نادمًا يحاول فهم قصته العالقة، وفي أحيان أخرى يفضح سوءاته ويجادل «الشخصيات» حول الحقيقة.
- الأم (La Madre): زوجة الأب الأولى، تشارك في الصراع العائلي كصوت حزين وملتزم. تدافع عن نفسها وحقيقتها بالكتابة، وتُحمل ضميرًا ثقيلًا نتيجة الماضي. تُعبر عن ألمها ومسؤوليتها تجاه أطفاله، وهي تبدو ملتزمة بالإبقاء على صورة ضحية تتعرض للقهر والغدر.
- الابن (Il Figlio): هو الابن البكر للأب والأم. عُرِف عنه أنه غاب عن العائلة قسرًا (تم إبعاده إلى الريف منذ صغره)، فيأتي لاحقًا مكبوتًا يحمل ضغائن ضد العائلة الجديدة للأم. يمثّل حالة الاغتراب والصراع بين العائلتين، ويظهر متوترًا على خشبة المسرح بسبب رفضه المشاركة في القصة التي عاشها.
- ابنة الزوجة (La Figliastra): الابنة الكبرى للأم من حبيبها الراحل. تُعَدّ الشخصية الأكثر تفاعلاً في الحبكة؛ فهي ضحية الاعتداءات المزعومة للأب وتهديده لها، وتختبر العلاقة العاطفية البائسة بين أفراد العائلة. تعتبرها معاناتها حقيقية ورافضة لتشويه سيرتها، مما يجعلها المحرّك الرئيس للأحداث الدرامية والخلافات.
- الصبي (Il Ragazzo) والـطفلة الصغيرة (La Bambina): هما الطفلان الأصغر سناً من علاقة الأم الثانية. يظهران بصمت تقريبًا، لكنهما رمزان للبراءة والإخفاق العائلي؛ إذ تسقط البنت الصغيرة غرقًا ويموت الصبي بانتحار في نهاية المسرحيةencyclopedia.com، مما يعكس النتيجة المأساوية للحكاية المفتوحة.
- مداموازيل باص (Madame Pace): مالكة دار الدعارة التي التقى بها الأب. دورها محدود زمنيًّا لكنه مهم درامياً، إذ وسّعت دائرة القصة بإحضار العنصر الخارجي (الدار) الذي سمح بتصعيد المواجهة الحاسمة بين الأب وابنة الزوجة.
- مدير الفرقة والممثلون: يمثلون الإطار المسرحي الداخلي للعمل. المدير هو نقطة الارتكاز بين الواقعي والخيالي؛ فهو مخرج بروفة المسرحية ودوره الوسيط بين الشخصيات الأدبية والفرق المسرحية. بينما تُجسّد باقي الممثلين (النجمة الأولى، النجم الأول، الخ…) الوضع الطبيعي للمسرح الذي يقف في مواجهة الشخصيات الخيالية.

## البناء الفني
يُبرز العمل تقنيات مبتكرة في بناءه الفني؛ فهو من أوائل المسرحيات التي تستخدم أسلوب «مسرح داخل المسرح». يبدأ العرض كمسرحية تجربة عادية، لكن تفاجئنا بإدخال شخصيات أدبية حقيقية إلى إطار البروفة. وفقًا لمراجعة سوزان باسنيت، «مسرح الشخصية الستّة» هو أول أعمال بيرانديللو ضمن ثلاثيته المعروفة بهذا الأسلوب. يحافظ النص على شكل المسرحية التقليدية (ثلاثة فصول تقريبًا) لكنه يكسرها في الوقت نفسه؛ فقد أكد بيرانديللو أنه أراد تجريد المسرحية إلى بنيتها الأساسية وتقديم أدوات الفن المسرحي (ممثّلين، وشخصيات، وقصة) دون فرض تفسير نهائي، ليترك للجمهور حرية فهم العمل.في الإنتاج الأصلي الذي أخرجه أوتو بيتويف 1923 في باريس، ابتُكرت حيلة سحرية لظهور الشخصيات؛ فقد استُخدم مصعد خشبي لتنزل به الشخصيات الستة من السقف مباشرةً إلى خشبة المسرح. يشير النقاد إلى أن ذلك المشهد كان من «لحظات سحر المسرح العظيمة» وقتها. بوجه عام، تعتمد المسرحية على تحطيم الحاجز الرابع بين التمثيل والواقع، بتقنيات مثل التوقف المؤقت في منتصف العرض ( دون خفض الستار) ودمج المؤلف نفسه ضمن الحوارات التمثيلية. تجمع هذه الابتكارات بين بنية المسرحية التقليدية من ناحية وقدرتها على تفكيكها وهدم مصطلحاتها من ناحية أخرى.

## الترجمات والعروض
تُرجمت المسرحية إلى عشرات اللغات، وعُرضت على مسارح كبرى في أوروبا وأمريكا. في العالم العربي، قُدمت ترجمات متعددة منذ خمسينيات القرن العشرين، وأُعيد تقديمها في عدة مهرجانات مسرحية عربية.

## الأثر والتأثير
تُعد المسرحية من العلامات البارزة في تاريخ المسرح الحديث، وأثرت في العديد من كتاب المسرح الملحمي والمسرح التجريبي لاحقًا.

## روابط خارجية
- ستة شخصيات تبحث عن مؤلف على موقع الموسوعة البريطانية (الإنجليزية)